# Macliné Hien
Macliné Hien est une photographe ivoirienne, née en 1970.

## Biographie
Macliné Hien nait en 1970.
Macliné Hien étudie la photographie à l’école des Beaux-arts d'Abidjan entre 1996 et 1998. Elle y suit une formation dans la section photo.
Depuis, elle exerce la photographie comme activité exclusive. En parallèle de ses reportages et commandes, elle mène des recherches de terrain en pays Lobi, notamment sur leur habitat appelé soukala, au Mali, et en Côte d’Ivoire.

## Analyse de l'œuvre
Elle photographie la société ivoirienne et surtout les conditions des femmes et des enfants.
Elle travaille principalement en noir et blanc, expliquant avoir du mal à envisager ses « instants décisifs » en couleur. Selon elle, les contre-jours ainsi que les jeux d’ombre et de lumière justifient cette préférence. Elle développe et tire elle-même ses photographies, apportant ainsi une dimension personnelle à son processus artistique.

## Expositions
- 1997: « Œil du temps », Centre culturel français[3].
- 2003 : « Regard Rebelle », Galerie du Centre Iris, Paris[5].
- 2009 : « L'histoire nous regarde », Rotonde des arts contemporains, à la Galerie Nour Al Hayat du Plateau[6].